# I Don't Mind the Buzzcocks
I Don't Mind the Buzzcocks è la terza raccolta della band pop punk Buzzcocks. Il nome storpia volontariamente quello del primo ed unico album dei Sex Pistols, Never Mind the Bollocks, Here's the Sex Pistols.
La raccolta è stata ripubblicata nel 2002 col nome di  Ever Fallen in Love?: Buzzcocks Finest.

## Tracce
1. I Don't Mind
2. What Ever Happened To?
3. Oh Shit!
4. No Reply
5. Moving Away From The Pulsebeat
6. Real World
7. Just Lust
8. Walking Distance
9. Sixteen Again
10. Nothing Left
11. Late For The Train
12. Ever Fallen In Love
13. Lipstick
14. Harmony In My Head
15. Something's Gone Wrong Again
16. You Say You Don't Love Me
17. I Don't Know What To Do With My Life
18. I Believe

## Formazione
- Pete Shelley - voce e chitarra
- Steve Diggle - chitarra e voce
- Steve Garvey - basso
- John Maher - batteria